# Estació d'Autobusos de València
L'Estació d'Autobusos de València o Estació Central d'Autobusos és el terminal central d'autobusos a la ciutat de València. Està situada al barri del Campanar (València), al districte homònim, entre el centre comercial Nuevo Centro i l'avinguda de Ramón Menéndez Pidal, molt a prop de l'antic Hospital de la Fe i sobremirant el Jardí del Túria.
El complexe compta amb parada de taxi, parada de l'Empresa Municipal de Transports de València (EMT) i amb l'estació de Túria a pocs metres caminant, connectant tots aquests mitjans la terminal amb la resta de la ciutat.

## Història

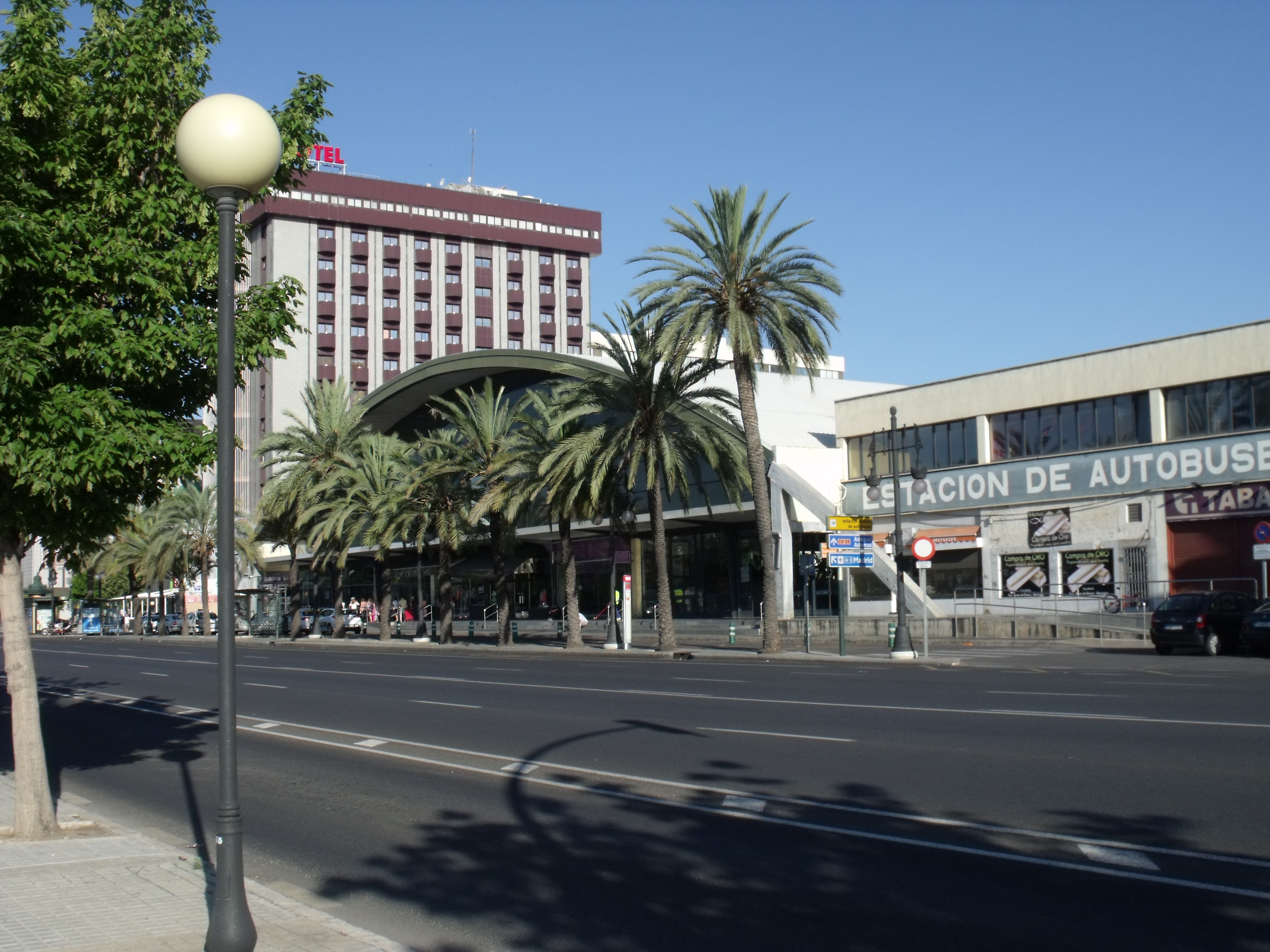
Panoràmica de l'estació

Obra iniciada per l'alcalde Adolfo Rincón de Arellano, l'estació fou inaugurada el 9 de febrer de 1970 i, des de llavors, no ha tingut obres de reforma important. Fou construïda per l'Ajuntament de València amb l'objectiu d'agrupar tot el trànsit d'autobusos interurbans disseminat en diferents terminals improvisades, d'ací el nom d'Estació Central. Abans de la construcció de l'actual estació, hi hagueren diversos projectes entre els anys 20 i els anys 50, molts d'ells signats per l'arquitecte Javier Goerlich; alguns d'estos projectes es trobaven al passeig de l'Albereda o al carrer de Guillem de Castro.

## Arquitectura i distribució

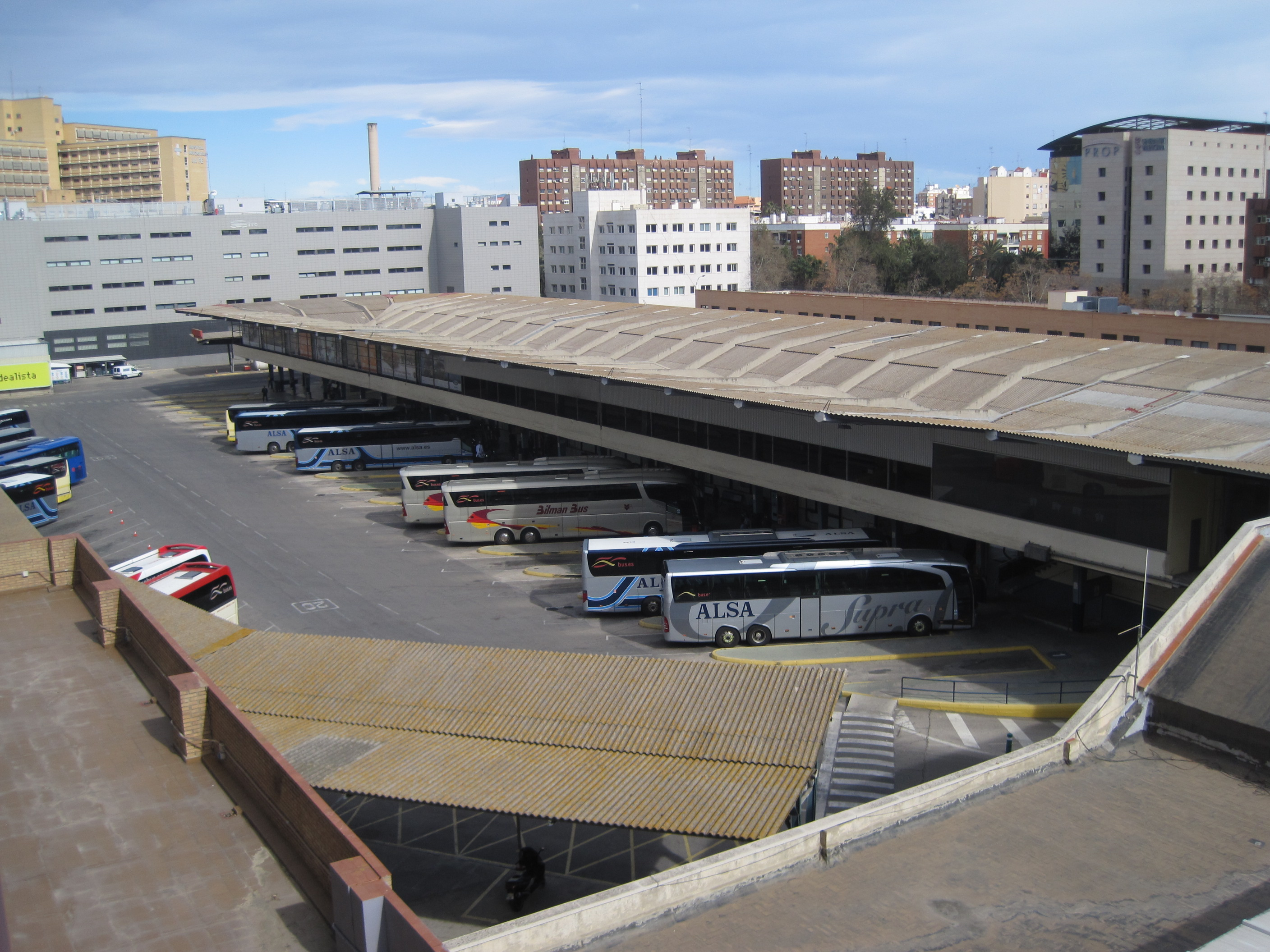
Andanes interiors de l'estació

L'estació té una planta quadrada i una façana ampla i de baixa altura, destacant un arc de formigó d'una punta a l'altra. L'edifici es divideix en dues plantes. La superior conté les oficines d'atenció al públic i les taquilles de venda de bitllets, a més d'una cafeteria i unes consignes. L'inferior és un petit centre comercial que, malgrat tot, es troba en franc dessús. Amdues plantes donen accés a través d'escales a les andanes situades al darrere a l'aire lliure. Aquestes formen una "U" amb una illa en mig ocupada per un allargat edifici amb un estanc i unes sales d'espera. La zona dels vehicles s'accedeix des del carrer de Beltran Baguena, a l'oest, i els autobusos ixen pel carrer de Ricardo Micó, a l'est. Sobremiren l'estació un hotel d'estil gratacel i el Corte Inglés.

## Empreses i destinacions
- Autobuses Jiménez: Calamocha
- Auto-líneas Alsina: Ciudad Real - Toledo - Aranjuez - Ocaña - La Roda - Villamalea - Tomelloso - Mira - Quintanar de la Orden - Alcázar de San Juan - Cañete - Camporrobles - Conca directe, o per Almodóvar o per Valverde de los Arroyos
- La Requense de Autobuses: Puertollano - Albacete
- Bilman Bus: Logronyo - Vitòria - Bilbao - Santander / Tudela - Pamplona - Tolosa - Sant Sebastià - Irun
- Auto-Res: Madrid // Des de Madrid: Càceres - Lisboa - Mèrida - Badajoz - Ourense - Pontevedra - Salamanca - Vigo - Zamora
- Alsa/Enatcar: Almansa - Albacete - Jaén - Granada - Màlaga - Marbella - Algesires // Castelló de la Plana - Tarragona - Barcelona - Manresa… // Gandia - Dénia - Alacant - Albacete - Jaén - Còrdova - Sevilla // Alginet - Iecla - Caravaca // Cullera - Sueca - Sollana - Silla //... .
- Autocares Grupo Samar: Xèrica - Viver - Rubielos de Mora - Terol - Monreal del Campo - Molina de Aragón - Alcolea de Tajo - Guadalajara - Madrid
- Hife: Lleida (autopista), Castelló - Tortosa (general), Vinaròs (autopista)
- Autobuses Buñol: Torrent - Monserrat - Montroi - Real de Montroi - Llombai - Catadau - Alfarp - Dosaigües - Millars // Torís // Guadassuar - Alzira - Carcaixent // Tavernes de la Valldigna - Benifairó de la Valldigna - Simat de la Valldigna // Algemesí - Albalat dels Sorells - Benicull - Polinyà de Xúquer - Riola // Xest - Xiva - Bunyol - Alboraig - Macastre - Iàtova // Silla - Ford - Almussafes - Benifaió - Llombai - Benimodo
- La Concepción: La Costera - L'Olleria - Aielo de Malferit - Ontinyent - Bocairent - Banyeres de Mariola - Beneixama - la Canyada de Biar - Villena
- Autocares Herca: Montanejos - Sogorb - Sedaví - Montcada
- Travicoi: l'Alcúdia de Carlet - Massalavés - Alberic - Llosa de Ranes - Xàtiva - Albaida - Muro d'Alcoi - Cocentaina - Alcoi - Ibi

Línies europees:
- Linebús
- Eurolines
- Starbus